# 6월 25일
6월 25일은 그레고리력으로 176번째(윤년일 경우 177번째) 날에 해당한다.

## 사건
- 1592년 - 임진왜란: 해유령 전투: 한양을 함락 시킨 일본이 양주를 침공하고, 조선 육군이 격퇴하여, 임진왜란 최초로 승리한 전투이다.
- 1862년 - 미국 남북 전쟁 : 북군3군단(군단장 하인첼만) 소속 후커 사단이 남북군 중간지대의 남군을 공격하여 숲 지역 점령하다.
- 1876년 - 리틀빅혼 전투, 앉은황소를 중심으로 한 인디언 연합이 미국 7기병연대를 무찌른 전투.
- 1950년 - 새벽 4시, 조선인민군의 기습 남침으로 6.25 전쟁이 발발하다.
- 1963년 - 거제 장승포 압사 사고가 일어났다.
- 1975년 - 모잠비크가 포르투갈로부터 독립하다.
- 1991년 - 크로아티아와 슬로베니아가 유고슬라비아로부터 독립을 선언하다.
- 1993년 - 킴 캠벨이 캐나다 최초의 여성 총리로 뽑히다.
- 1999년 - 코소보 전쟁의 종전.
- 2007년 - 캄보디아 전세기가 캄보디아 프놈펜 남쪽 130km 떨어진 산 속에 추락, 13명의 한국인을 포함한 22명이 사망하다.

## 문화
- 1960년 - 일본 도로교통법 제정되었다.
- 1971년 - 하나은행의 전신인 한국투자금융이 설립되다.
- 1978년 - 아르헨티나가 1978년 FIFA 월드컵 결승에서 네덜란드를 상대로 연장접전까지 간 끝에 3:1로 승리, 월드컵에서 우승함.
- 1998년 - 윈도우 98이 영어판으로 최초로 출시되다.
- 2002년 - 대한민국이 2002년 FIFA 월드컵 4강전에서 발락의 결승골로 독일에 0:1로 패하며 3-4위전으로 밀려났다.
- 2012년 - 천주교 서울대교구 제14대 교구장 염수정 대주교의 착좌 미사가 거행되었다.
- 2021년 - 마이크로소프트에서 윈도우 11이 공개되었다.
- 2025년 - 우신고의 한국사 교사 정성필이 한국 최초로 커밍아웃을 5반에서 하다

## 탄생
- 1852년 - 스페인의 건축가 안토니 가우디. (~1926년)
- 1892년 - 일본의 군인 이시이 시로. (~1959년)
- 1894년 - 독일의 과학자 발터 네른스트. (~1941년)
- 1895년 - 대한민국의 독립운동가 김익상. (~1925년)
- 1903년
  - 영국의 작가 조지 오웰. (~1950년)
  - 미국의 배우 앤 리비어. (~1990년)
- 1908년 - 미국의 철학자 윌러드 밴 오먼 콰인. (~2000년)
- 1919년
  - 대한민국의 작곡가 한복남. (~1991년)
  - 대한민국의 군인, 가톨릭 성직자 김동한. (~1983년)
- 1924년
  - 미국의 영화감독 시드니 루멧. (~2011년)
  - 대한민국의 원불교 원정사 김윤남. (~2013년)
- 1925년
  - 미국의 영화배우 버지니아 패튼. (~2022년)
  - 미국의 영화배우 준 록하트.
- 1926년 - 오스트리아의 시인 잉게보르크 바흐만. (~1973년)
- 1928년 - 미국의 군인 존 A. 위컴 주니어. (~2024년)
- 1937년 - 제16대 쿠웨이트 에미르 나와프 알아흐마드 알자베르 알사바. (~2023년)
- 1938년 - 대한민국의 목사 김기동. (~2022년)
- 1940년 - 일본의 축구 선수 쓰기타니 쇼조. (~1978년)
- 1941년 - 대한민국의 기업인 지혁.
- 1946년 - 영국의 음악가 이언 맥도널드. (~2022년)
- 1949년
  - 대한민국의 배우 겸 방송인 윤주상.
  - 오스트리아의 법조인 브리기테 비어라인. (~2024년)
  - 미국의 기업인, 배우 필리스 조지. (~2020년)
- 1950년 - 대한민국의 성우 기연호.
- 1952년
  - 대한민국의 공무원 오영호. (~2022년)
  - 독일의 보드 게임 디자이너 클라우스 토이버. (~2023년)
- 1956년
  - 대한민국의 성우 최성우.
  - 미국의 요리사, 방송인 앤서니 보데인. (~2018년)
- 1959년 - 대한민국의 군무원 김용현
- 1961년 - 잉글랜드의 배우 리키 저베이스.
- 1962년
  - 대한민국의 법률가 이정미.
  - 미국의 연쇄 살인범 앤서니 앨런 쇼어. (~2018년)
- 1963년 - 영국의 가수 조지 마이클 (왬!). (~2016년)
- 1966년
  - 대한민국의 성우 성완경.
  - 미국의 농구 선수 디켐베 무톰보. (~2024년)
- 1968년 - 대한민국의 배우 채시라.
- 1969년
  - 대한민국의 배우 추귀정.
  - 대한민국의 전 야구 선수 김유진.
  - 일본의 전 축구 선수 혼다 야스토.
- 1971년 - 대한민국의 학원인 이기상.
- 1972년
  - 대한민국의 영화 감독 김태윤.
  - 대한민국의 드라마작가 김현준.
- 1973년
  - 대한민국의 아나운서 정세진.
  - 대한민국의 전 야구 선수 손혁.
- 1977년 - 잉글랜드의 댄서, 모델, 프로레슬링 선수 레일라 엘.
- 1979년
  - 대한민국의 가수 에릭킴.
  - 미국의 배우 홍 차우.
- 1981년
  - 대한민국의 뮤지컬 배우 김다영.
  - 미국의 권투 선수 리카도 윌리엄스.
  - 스위스의 스키점프 선수 지몬 아만.
- 1982년
  - 대한민국의 가수 비.
  - 대한민국의 배우 김재철.
- 1983년 - 대한민국의 레이싱모델, 가수 이효영.
- 1984년 - 대한민국의 배우 김재운.
- 1986년
  - 일본의 가수 마츠우라 아야.
  - 대한민국의 모델 유주현.
  - 대한민국의 전 쇼트트랙 선수 이호석.
- 1987년
  - 대한민국의 전 야구 선수 배장호.
  - 네덜란드의 음악 그룹 W&W의 멤버 빌럼 판 하너헴.
  - 일본의 가수 후지가야 다이스케 (Kis-My-Ft2).
  - 대한민국의 전직 스타크래프트, 프로게이머 고인규.
  - 일본의 만화가 나모리.
  - 대한민국의 피겨 스케이팅 선수 이동훈.
  - 일본의 축구 선수 기요하라 쇼헤이.
- 1988년
  - 대한민국의 아나운서 정지성.
  - 대한민국의 컬링 선수 이슬비.
- 1989년 - 대한민국의 연극배우 정혜주.
- 1990년
  - 대한민국의 레이싱 모델 이화리.
  - 대한민국의 축구 선수 김혜리.
- 1991년
  - 대한민국의 축구 선수 이호석.
  - 케냐의 축구 선수 빅터 완야마.
  - 튀르키예의 레슬링 선수 소네르 데미르타시.
- 1992년 - 대한민국의 배우 박민재. (~2024년)
- 1993년
  - 대한민국의 야구 선수 한현희.
  - 대한민국의 아나운서 이승휘.
  - 대한민국의 전 축구 선수 김성현.
  - 대한민국의 가수 이온.
  - 일본의 축구 선수 와타리 다이키.
- 1994년 - 일본의 성우 아사쿠라 모모.
- 1995년 - 대한민국의 배우 유재이.
- 1996년
  - 대한민국의 전 리그 오브 레전드 프로게이머 하이딘.
  - 대한민국의 배우 김우석.
  - 대한민국의 배우 이지영.
- 1997년
  - 우루과이의 축구 선수 로드리고 벤탕쿠르.
  - 태국의 가수, 무용가, 배우 정나이신.
- 1998년
  - 오스트레일리아의 수영 선수 카일 차머스.
  - 대한민국의 가수 챠닐.
- 1999년 - 대한민국의 음악 프로듀서 신시아.
- 2000년 - 대한민국의 가수 세현.
- 2001년
  - 일본의 가수 히라테 유리나 (케야키자카46).
  - 대한민국의 가수 및 배우 형서.
  - 대한민국의 배구 선수 박현주.
- 2003년 - 대한민국의 래퍼 차우주.
- 2004년 - 카자흐스탄의 피겨스케이팅 선수 미하일 샤이도로프.
- 2006년 - 미국의 배우 매케나 그레이스.

### 미상
- 대한민국의 가수 지아이.
- 대한민국 전설의 사나이 정세그피르

## 사망
- 1822년 - 독일의 소설가, 작곡가 E. T. A. 호프만. (1776년~)
- 1861년 - 오스만 제국의 제31대 파디샤 압뒬메지트 1세. (1823년~)
- 1876년 - 미국의 군인 조지 암스트롱 커스터. (1839년~)
- 1939년 - 대한민국의 소설가 백신애. (1908년~)
- 1959년 - 대한민국의 제15대 대통령 김대중의 첫 번째 부인 차용애. (1927년~)
- 1971년
  - 프랑스의 작가 및 극작가 샤를 빌드라크. (1882년~)
  - 영국 스코틀랜드의 교사, 의사, 생물학자, 정치인 존 보이드 오어. (1880년~)
- 1989년 - 조선민주주의인민공화국의 음악인 리면상. (1908년~)
- 1996년 - 대한민국의 승려 서경보. (1914년~)
- 2001년 - 대한민국의 정치인 육인수. (1919년~)
- 2007년 - 대한민국의 기자 조종옥. (1971년~)
- 2009년
  - 대한민국의 배우 김태호. (1979년~)
  - 미국의 영화배우 파라 포셋. (1947년~)
  - 미국의 팝 가수 마이클 잭슨. (1958년~)
- 2019년 - 아르헨티나의 배우, 모델 이사벨 사를리. (1925년~)
- 2020년
  - 대한민국의 작가 양근승. (1935년~)
  - 대한민국의 문학평론가 김종철. (1947년~)
- 2023년 - 미국의 물리학자 존 B. 구디너프. (1922년~)
- 2024년
  - 대한민국의 연극연출가 김동수. (1947년~)
  - 대한민국의 교수 김영걸. (1930년~)
  - 대한민국의 정치인 김재윤. (1958년~)
  - 미국의 영화배우 빌 코브스. (1934년~)
  - 대한민국의 교육자 윤대원. (1945년~)
- 2025년
  - 일본의 축구인 모리시타 히토시. (1967년~)
  - 미국의 야구인 밥 헤프너. (1938년~)

## 기념일
- 6·25전쟁일
- 유니세프 선정 마룬 5의 날(Maroon 5 Day, 2016년 ~ )
- 세계 커밍아웃한 교사 정섹필 기념일

## 같이 보기
- 전날: 6월 24일 다음날: 6월 26일 - 전달: 5월 25일 다음달: 7월 25일
- 음력: 6월 25일
- 모두 보기